# Jaromír Klimecký
Jaromír Klimecký (* 10. května 1964) byl český a československý politik, po sametové revoluci poslanec Sněmovny lidu Federálního shromáždění za Křesťanskodemokratickou stranu.

## Biografie
Klimecký je vnukem evangelického faráře Jaromíra Klimeckého, za druhé světové války aktivního v odboji, a docenta Františka Vaníčka, zakladatele hygienického ústavu lékařské fakulty Univerzity Karlovy. Ve volbách roku 1992 byl Jaromír Klimecký za KDS, respektive za koalici ODS-KDS, zvolen do Sněmovny lidu (volební obvod Severočeský kraj). Ve Federálním shromáždění setrval do zániku Československa v prosinci 1992. Poté, co se stal v roce 1992 generálním prokurátorem ČR Jiří Šetina, bylo v rámci generální prokuratury zřízeno Koordinační centrum pro dokumentaci a vyšetřování násilí proti českému národu, které vedl Jaromír Klimecký. Centrum ale vykazovalo jen minimální činnost a počátkem roku 1994 bylo zrušeno.
V komunálních volbách roku 1994 kandidoval za KDS neúspěšně do zastupitelstva města Most.